# Still Live
Still Live från 1988 är ett livealbum med Keith Jarretts ”Standards Trio”. Det är inspelat vid en konsert i Konzerthalle, München i juli 1986.

## Låtlista
1. My Funny Valentine (Richard Rodgers/Lorenz Hart) – 10:51
2. Autumn Leaves (Joseph Kosma/Jacques Prévert/Johnny Mercer) – 10:24
3. When I Fall in Love (Victor Young/Edward Heyman) – 8:23
4. The Song Is You (Jerome Kern/Oscar Hammerstein) – 17:33
5. Come Rain or Come Shine (Harold Arlen/Johnny Mercer) – 10:06
6. Late Lament (Paul Desmond) – 8:40
7. You and the Night and the Music / Extension / Intro / Someday My Prince Will Come (Arthur Schwartz/Howard Dietz/Keith Jarrett/Frank Churchill/Larry Morey) – 19:08
8. Billie's Bounce (Charlie Parker) – 9:06
9. I Remember Clifford (Benny Golson) – 4:01

## Medverkande
- Keith Jarrett – piano
- Gary Peacock – bas
- Jack DeJohnette – trummor